# 스콧 베어스토
스콧 해밀턴 베어스토(영어: Scott Hamilton Bairstow 1970년 4월 23일 ~ )는 캐나다의 전직 영화배우이다. 우리에게는 미국의 기록영화 제작자 마티 스투퍼의 이야기를 담은 영화 <와일드 어드벤처>(마티 스투퍼 배역)과 독재자 산티아고 장군에 맞서 투쟁하는 내용을 담은 <Harsh Realm>과 더불어 에릭 마비우스와 함께 출연한 <블랙 서클 보이즈> 등으로 알려져 있다.
1970년 4월 23일 캐나다 매니토바주 스타인바하에서 베어스토의 장남으로 태어났다. 그의 부친 베어스토는 위니펙 시립 교향악단에서 오보에 주자로 활동하였는데 예술가 집안답게 어릴 적부터 연기자로서 재능이 있었다고 알려져 있었다. 그의 천부적인 재능은 10세인 1980년 매니토바주 지역의 연극인 'Let's Go'(가자)에 출연할 정도였으며, 17세인 1987년 뉴욕으로 이주하여, 연속극인 'All My Children'(나의 모든 아이들)에 출연함으로써 일약 연극계에서 스타로 떠올랐다. 그러나 본격적인 영화 데뷔는 1994년 <늑대개>에서 시작되었으며, 이어 <블랙 서클 보이즈>와 <우편부> 등에 출연하였으나 별로 알려진 편은 아니었다. 그러다가 1997년 전술한 <와일드 어드벤처>에 출연하면서 그는 영화계 전면에 등장했고, TV 드라마 <Harsh Realm>에 출연하면서 그의 재능을 세계에 알리는 계기로 자리잡았다.
그의 화려한 이력과는 달리 1994년에 결혼한 부인과 이혼한 이후 전 부인과 관련있는 12세 소녀와 관련한 문제로 징역 4개월과 사회봉사 12개월을 언도받고 감옥에 가는 정도에 이르렀다. 출옥 이후에도 <The Twilight Zone>(황혼 구역), <안드로이드 묵시록> 등 TV 시리즈물을 중심으로 출연하는 등 활약하였으나 오래가지 못했고 2006년 <안드로이드 묵시록>을 끝으로 영화 활동을 접었다.